# François Fleury
Pour les articles homonymes, voir Fleury.
François Fleury est un homme politique français né le 7 février 1763 à Falaise (Calvados) et mort le 2 novembre 1840 à Villy (Calvados).

## Biographie
Conseiller à la cour d'appel de Caen de 1814 à 1818, il est maire de Villy et député du Calvados de 1827 à 1837. Il siège à gauche, vote l'adresse des 221 et soutient la Monarchie de Juillet.

## Sources
- « François Fleury », dans Adolphe Robert et Gaston Cougny, Dictionnaire des parlementaires français, Edgar Bourloton, 1889-1891 [détail de l’édition]